# 전한 원제
한 고종 효원황제 유석(漢 高宗 孝元皇帝 劉奭, 기원전 76년 ~ 기원전 33년)은 중국 전한의 제11대 황제(재위 기원전 48년 ~ 기원전 33년)로, 자는 석(奭)이다. 선제의 장남이며 공애황후의 소생이다.

## 생애
현실주의자였던 선제와 달리 유교를 중시한 정책을 실시했다. 선제는 황태자가 죽은 애첩인 사마씨(司馬氏)를 그리워해 한탄하고, 슬퍼하고, 이상주의적인 유교에 심취하는 등 너무나 서정적인 성격이어서, 장래의 통치 능력에 의문을 가져 한때는 황태자의 폐위도 검토했다. 그러나, 조강지처인 허황후와의 사이에 태어난 아이라는 선제의 생각이나, 생모의 사촌동생인 평은후 허가와 계모 왕황후에 의해, 왕씨(왕황후=왕정군)와의 사이에 태어난 성제를 이유로 폐립까지 도달하지 않았다.
기원전 49년에 즉위 하면 황태자 시대의 학사인 소망지 등 유생을 등용했지만, 선제시대부터 측근으로서 중용되고 있던 환관인 홍공, 석현과 대립해 실각했다. 이후 원제의 치세는 환관에 의해 마음대로 결정되었다.
원제는 원정을 앞에 두고, 세금을 경감해, 어려운 형법을 개정하는 등의 정책을 채용하여, 민중의 생활의 안정을 도모했다. 그 외 원제는 대규모 연회를 금지, 수렵용의 별장이나 황실 소유지의 경비를 억제하여 종묘 등 제사에 걸리는 경비를 삭감하고 재정의 건전화를 도모했지만, 재정 문제를 근본적으로 해결하기에 이르지 않았다.
그 한편으로 유교에 심취한 나머지 현실과 동떨어진 이상론에 근거하는 정책도 실시되어 전매제를 폐지해 재정을 악화시키는 등 국정을 혼란시켰다. 선제에 의해 중흥 된 국세는 다시 쇠약해져 원제의 황후 왕씨 일족으로부터 나온 왕망의 찬탈의 요인을 만들어 냈다. 후한의 역사가 반표(班彪)는 그 치세를 「우유부단으로 하여 선제의 업적 쇠약해졌다」라고 평가하고 있다.

## 가족 관계
4남 4녀를 두었으나, 후손이 번성하지 못해 마지막 손자 평제의 사망으로 원제의 직계 혈통이 단절된다.
- 황후 : 효원황후 왕씨(孝元皇后 王氏)
  - 장남 : 효성황제 유오
  - 장녀 : 양아공주
- 후궁 : 소의 부씨(昭儀 傅氏)
  - 차남 : 정도공왕 유강
  - 자부 : 정희(丁姬)
    - 손자 : 효애황제 유흔

  - 차녀 : 평도공주
- 후궁 : 소의 풍씨(昭儀 馮氏)
  - 3남 : 중산효왕 유흥
    - 손자 : 효평황제 유간
- 후궁 : 첩여 위씨(婕妤 衛氏)
  - 3녀 : 평양공주(平陽公主)
- 후궁 : 미인 동씨(美人 董氏)
  - 4남 : 미상
- 후궁 : 양제 사마씨(良娣 司馬氏)
- 후궁 : 왕소군
- 후궁 : 미상
  - 4녀 : 영읍공주 (潁邑公主)

## 기년
| 원제        | 원년            | 2년         | 3년         | 4년         | 5년         | 6년             | 7년         | 8년         | 9년         | 10년        |
| ----------- | --------------- | ----------- | ----------- | ----------- | ----------- | --------------- | ----------- | ----------- | ----------- | ----------- |
| 서력 (西曆) | 기원전 48년     | 기원전 47년 | 기원전 46년 | 기원전 45년 | 기원전 44년 | 기원전 43년     | 기원전 42년 | 기원전 41년 | 기원전 40년 | 기원전 39년 |
| 간지 (干支) | 계유(癸酉)      | 갑술(甲戌)  | 을해(乙亥)  | 병자(丙子)  | 정축(丁丑)  | 무인(戊寅)      | 기묘(己卯)  | 경진(庚辰)  | 신사(辛巳)  | 임오(壬午)  |
| 연호 (年號) | 초원(初元) 원년 | 2년         | 3년         | 4년         | 5년         | 영광(永光) 원년 | 2년         | 3년         | 4년         | 5년         |
| 원제        | 11년            | 12년        | 13년        | 14년        | 15년        | 16년            |             |             |             |             |
| 서력 (西曆) | 기원전 38년     | 기원전 37년 | 기원전 36년 | 기원전 35년 | 기원전 34년 | 기원전 33년     |             |             |             |             |
| 간지 (干支) | 계미(癸未)      | 갑신(甲申)  | 을유(乙酉)  | 병술(丙戌)  | 정해(丁亥)  | 무자(戊子)      |             |             |             |             |
| 연호 (年號) | 건소(建昭) 원년 | 2년         | 3년         | 4년         | 5년         | 경녕(竟寧) 원년 |             |             |             |             |